# Vjatskopoljanskij rajon
Il Vjatskopoljanskij rajon (in russo Вятскополянский район?) è un rajon dell'Oblast' di Kirov, nella Russia europea, il cui capoluogo è Vjatskie Poljany. Istituito nel 1929, ricopre una superficie di 907,71 chilometri quadrati.